# Севастьяновы
 Севастьяновы — деревня в Кировской области. Входит в состав муниципального образования «Город Киров»

## География
Расположена на расстоянии примерно 7 км по прямой на северо-запад от железнодорожного вокзала Киров-Котласский.

## История
Известна с 1671 года как деревня Никитинская с 1 двором, в 1764 году 33 жителя, в 1802 году 4 двора. В 1873 году здесь (Никитинская  или Савостьяновы) дворов 3 и жителей 39, в 1905 9 и 65, в 1926 (Севастьяновы или Никитская) 18 и 89, в 1950 (Севастьяновы) 15 и 63, в 1989 18 жителей. Административно подчиняется Октябрьскому району города Киров.

## Население
Постоянное население составляло 13 человек (русские 100%) в 2002 году, 11 в 2010.